# Patricia Kennedy Lawford
Patricia Helen Kennedy Lawford (Brookline, 6 maggio 1924 – New York, 17 settembre 2006) è stata una socialite e produttrice televisiva statunitense.

## Biografia
Patricia Kennedy Lawford era la sesta figlia di Joseph P. Kennedy e Rose Fitzgerald e la sorella di John Fitzgerald Kennedy.
Il 24 aprile 1954 sposò l'attore Peter Lawford, da cui ebbe quattro figli tra cui l'attore Christopher Lawford. Si separò dal marito nel 1966.